# Lycus fradei
Lycus fradei is een keversoort uit de familie netschildkevers (Lycidae). De wetenschappelijke naam van de soort werd in 1961 gepubliceerd door Gomes Alves.